# 中国翻译协会

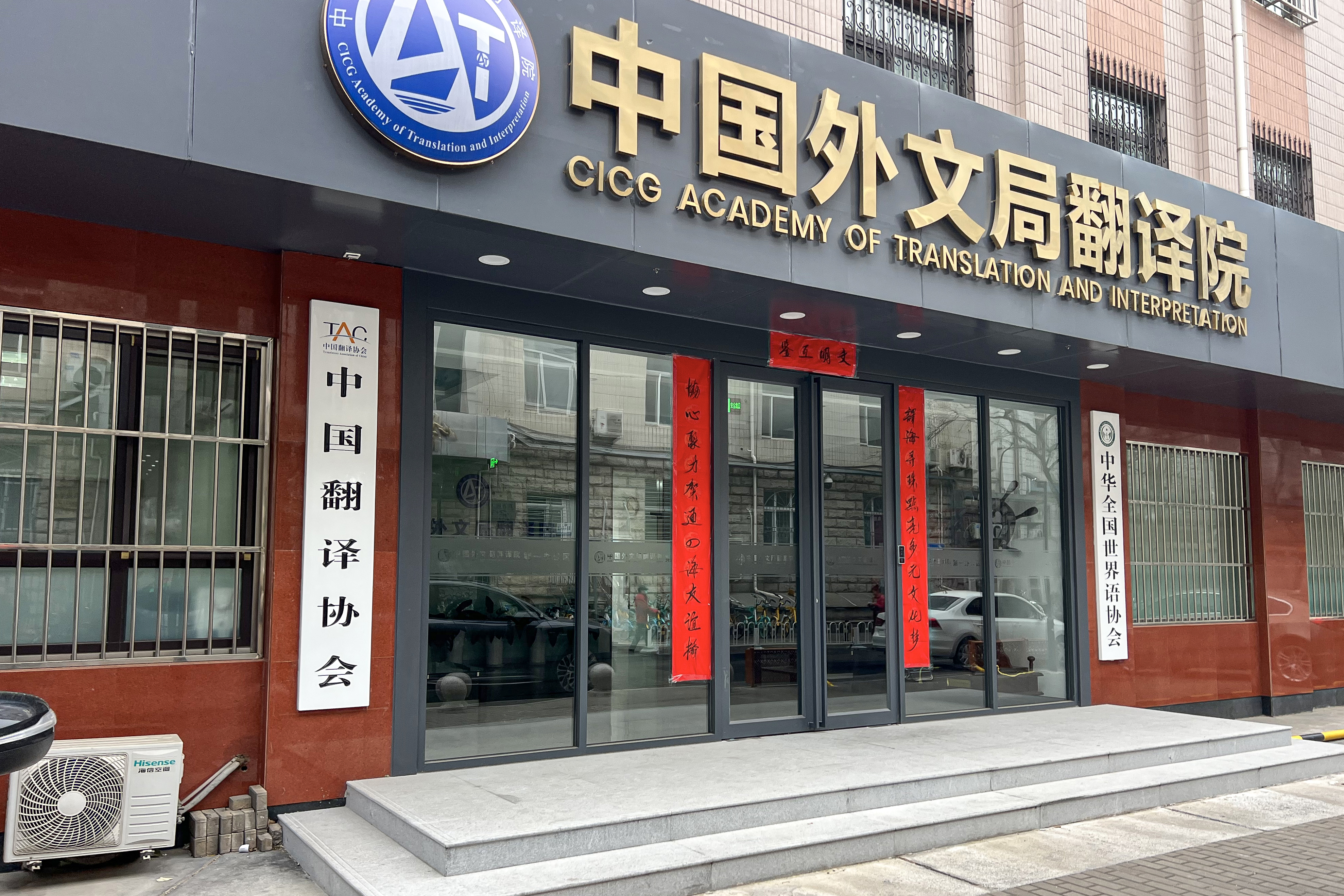
中国翻译协会牌子挂在中国外文出版发行事业局翻译院

中国翻译协会（英語：Translators Association of China  or Chinese Translation Association; TAC）原名中国翻译工作者协会，简称中国译协。它建立于1982年，是中国大陆各政府机关、企业单位、翻译家个人自愿加入的非营利性组织，下辖“社会科学、文学艺术、科学技术、军事科学、民族语文、外事、对外传播、翻译理论与翻译教学、翻译服务、本地化服务”10个机构，其办事机构在中国外文局对外传播研究中心。

## 沿革
1982年，中国翻译协会建立。
1987年，中国翻译协会正式加入国际翻译工作者联合会。

## 官方刊物
1980年，官方刊物《中国翻译》（双月刊）建立。

## 分支
中国翻译协会的主要分支机构是：中国翻译协会对外传播翻译委员会、中国翻译协会翻译服务委员会、中国翻译协会翻译理论与翻译教学委员会、中国翻译协会军事科学翻译委员会、中国翻译协会科技翻译委员会、中国翻译协会民族语文翻译委员会、中国翻译协会社会科学翻译委员会、中国翻译协会文学艺术翻译委员会、中国翻译协会本地化服务委员会。

### 中国翻译协会对外传播翻译委员会
1991年建立，主要是中文译英文、中文译法文，主要是负责翻译中华人民共和国中央人民政府的一些中文机构名称、官职名称等翻译成英文、法文。其主任是黄友义；副主任分别是陈明明、江宛棣、李振国、王刚毅、张援远、周宗敏；秘书长是李振国。

### 中国翻译协会翻译服务委员会
2002年建立，业务部门是中国对外翻译出版公司，主要负责出版事业。其主任是尹承东；副主任是黄长奇、贾砚丽、林国夫、孙承唐、王鹏、吴希曾、张南军；秘书长是贾砚丽；常务副秘书长是张南军。

### 中国翻译协会翻译理论与翻译教学委员会
1995年建立，主要成员是各高校的教授、专家。其主任是张柏然；副主任是范守义、刘树森、罗选民、王东风、王克非、谢天振、许钧；秘书长是杨平。

### 中国翻译协会军事科学翻译委员会
1987年建立，主要负责中国人民解放军各机构、官职等的对外翻译。其主任是蔡祖铭；副主任是孟学政、沈卫平、杨晖、张邦栋、朱成虎；秘书长是张世斌。

### 中国翻译协会科技翻译委员会
1992年建立，主要负责翻译国际自然科学前沿词汇、文献等。其名誉主任是李佩；主任是李亚舒；副主任是曹京华、高文杰、邱举良、晏勤；秘书长是赵文利。

### 中国翻译协会民族语文翻译委员会
1985年建立，主要是翻译中文的著作到少数民族语言。其主任是吴水姊；副主任是安清萍、毕华、甘玉贵、李国清、李建辉、祁继先、肖玉林、文日焕、吴元丰；秘书长是旺堆。

### 中国翻译协会社会科学翻译委员会
1986年建立，主要是翻译社会科学的词汇、文献等。其主任是韦建桦；常务副主任是陈小文；副主任是蒋仁祥、李河；秘书长是陈小文。

### 中国翻译协会外事翻译委员会
1993年建立，业务主管部门是中华人民共和国外交部翻译室。其主任是施燕华；副主任是李洪海、沈蓓莉；秘书长是陈明明、张援远。

### 中国翻译协会文学艺术翻译委员会
1986年建立，业务主管单位是人民文学出版社。其名誉主任是李文俊；主任是黄宝生；副主任是仝保民、余中先、仲跻昆；秘书长是张福生。

### 中国翻译协会本地化服务委员会
2009年建立，主要负责对外企业的翻译。其主任是赵常谦；副主任是黄翔力、蔺熠、魏泽斌、杨颖波；秘书长是崔启亮。

## 领导人
- 会长：李肇星，学历：北京大学（1964年）、北京外国语学院（1967年），曾担任中华人民共和国外交部部长。
- 副会长：郭晓勇，学历：上海外国语学院阿拉伯语专业（1976年）、科威特大学（1982年）、中共中央党校（2001年），其他职位是中国外文局常务副局长。[1]
- 秘书长：黄友义。[2]

## 奖项

### 韩素音国际翻译大赛
韩素音国际翻译大赛（前韩素音青年翻译奖），始建于1986年，每年一次。

### 资深翻译家
2004年颁发，得主如下：
美国文学方面：
- 陈良廷，美国文学翻译家
- 李文俊，美国文学翻译家
- 资中筠，美国文学翻译家
- 邵牧君，美国文学翻译家
- 梅绍武，美国文学翻译家

英国文学方面
- 屠岸，英国文学翻译家
- 黄爱，英国文学翻译家
- 许渊冲，英国文学与法国文学翻译家
- 杨静远，英国文学翻译家
- 文美惠，英国文学翻译家
- 吴钧燮，英国文学翻译家

法国文学方面：
- 郑永慧，法国文学翻译家
- 桂裕芳，法国文学翻译家

德国文学方面：
- 刘半九，德国文学翻译家

日本文学方面：
- 文洁若，日本文学与英国文学翻译家
- 叶渭渠，日本文学翻译家

朝鲜文学方面：
- 张琳，朝鲜文学翻译家

波斯文学方面：
- 张鸿年，波斯文学（伊朗文学）翻译家

波兰文学方面：
- 易丽君，波兰文学翻译家

俄罗斯文学方面：
- 谢素台，俄罗斯文学翻译家
- 孟广钧，俄罗斯文学翻译家
- 高莽，俄罗斯文学翻译家
- 田大畏，俄罗斯文学翻译家
- 卢永福，俄罗斯文学翻译家
- 郑雪来，俄罗斯文学翻译家
- 魏荒弩，俄罗斯文学翻译家
- 孙绳武，俄罗斯文学翻译家
- 许磊然，俄罗斯文学翻译家
- 伍孟昌，俄罗斯文学家翻译家

印度文学方面：
- 刘安武，印度文学翻译家
- 金鼎汉，印地语文学翻译家

西班牙文学方面
- 俞虹，西班牙文学翻译家

多国文学方面：
- 王以铸，古希腊文学、古罗马文学、英国文学、法国文学、德国文学、日本文学、俄罗斯文学、西班牙文学翻译家

其他（待考证）
- 苏杭
- 李野光
- 吴名祺

### 中国翻译文化终身成就奖
中国翻译文化终身成就奖，设立于2006年。